# 中国农业机械学会
中国农业机械学会是中华人民共和国农业机械科技工作者组成的群众性学术团体，是中国科学技术协会主管的社会团体，1963年3月在北京市成立。